# Medroussa
Medroussa (em árabe: مدروسة) é uma comuna localizada na província de Tiaret, Argélia. Sua população estimada em 2008 era de 11 428 habitantes.